# Keith B. Alexander
Pour les articles homonymes, voir Alexander.
Ne pas confondre avec Keith Alexander, footballeur et entraîneur anglo-lucien ni avec Keith Alexander (acteur) (en), acteur australien.
Keith Brian Alexander, né le 2 décembre 1951 à Syracuse (New York), est un général de la United States Army ayant occupé le poste de directeur de la National Security Agency (NSA) de 2005 à 2014. Il est également à ce titre à la tête du Central Security Service (CSS) et du United States Cyber Command. Alexander quitte ses fonctions le 28 mars 2014 et est remplacé à la tête de la NSA et du United States Cyber Command par l'amiral Michael S. Rogers.

## Biographie
Troisième d'une fratrie de cinq enfants, Keith Alexander est né en 1951 à Onondaga Hill dans la banlieue de Syracuse (État de New York, États-Unis). Fils d'un ancien marine de deuxième classe lancé en politique au côté du parti républicain, Alexander est entré à l'académie militaire de West Point (la même année que deux autres généraux d'importance, David Petraeus et Martin Dempsey) qu'il quitte une fois diplômé afin de travailler dans le renseignement d'origine électromagnétique. Bon administrateur et sachant s'adapter aux nouvelles technologies, Alexander a obtenu de surcroît plusieurs diplômes de prestigieuses écoles qui lui ont permis de rapidement monter en grade. Il détient ainsi un Bachelor of Science de West Point, une maîtrise en administration des affaires du collège métropolitain de l'université de Boston, et trois autres Masters of Science en sciences physiques, guerre électronique et stratégie de sécurité nationale,.
On sait peu de choses sur sa vie privée hormis qu'il s'est marié en 1974 avec Deborah Lynn Douglas, elle aussi originaire d'Onondaga Hill, avec qui il a eu quatre filles.

## Carrière
Keith Alexander a occupé différents postes dans l'armée et dans le renseignement. Il était ainsi au moment du 11 septembre commandant de l'Army Intelligence and Security Command, une unité regroupant plusieurs milliers d'espions. En 2003, favori de Donald Rumsfeld, il est nommé chef d'état-major adjoint du renseignement, puis deux ans plus tard, en 2005, directeur de la NSA. Ce poste est complété en 2010 par le poste de commandant du United States Cyber Command, qui place sous sa responsabilité des équipes chargées, non seulement de protéger les installations informatiques clés des États-Unis, mais aussi de s'attaquer à ses ennemis.
En tant que directeur de la NSA, il est impliqué dans la création et l'utilisation du virus Stuxnet contre l'Iran, tandis que plus récemment les révélations sur le programme PRISM et XKeyscore ont éclaboussé non seulement l'agence mais aussi son directeur. Surnommé « l'empereur Alexandre » ou « Keith le geek » du fait de l'importance des effectifs et des moyens placés sous son commandement, on dit de lui « ce que Keith veut, Keith l'obtient ». Dans son enquête publiée dans Wired, James Bamford explique ainsi que « jamais personne n’avait encore atteint un tel degré de pouvoir dans la sphère du renseignement américain, que ce soit par le nombre de personnes placées sous ses ordres, sa latitude décisionnelle […] ou encore la durée de son règne ». Il doit faire faire face en 2013 aux révélations d'Edward Snowden concernant l'espionnage des citoyens américains par la NSA[réf. souhaitée]. Alexander quitte le service actif le 28 mars 2014 et est remplacé à la tête de la NSA et du United States Cyber Command par l'amiral Michael S. Rogers.
Il fonde en 2014 une entreprise dans le domaine de la cybersécurité. En 2020, il est annoncé qu’il rejoint le conseil d’administration d’Amazon. Il assumera la codirection du cabinet d'audit, et donc de « contrôler les qualifications, l'indépendance et les performances des auditeurs indépendants de l'entreprise ».

## Promotion
- GEN - 2010 - (Général)

## Décorations
- Defense Distinguished Service Medal
- Army Distinguished Service Medal
- Defense Superior Service Medal
- Legion of Merit
- Bronze Star
- Meritorious Service Medal
- Air Medal
- Army Commendation Medal
- Army Achievement Medal ribbon
- National Defense Service Medal
- Southwest Asia Service Medal
- Humanitarian Service Medal
- Médaille de la libération du Koweït décernée par l'Arabie saoudite
- Médaille de la libération du Koweït décernée par le Koweït
- Ordre royal norvégien du Mérite